# Neonato

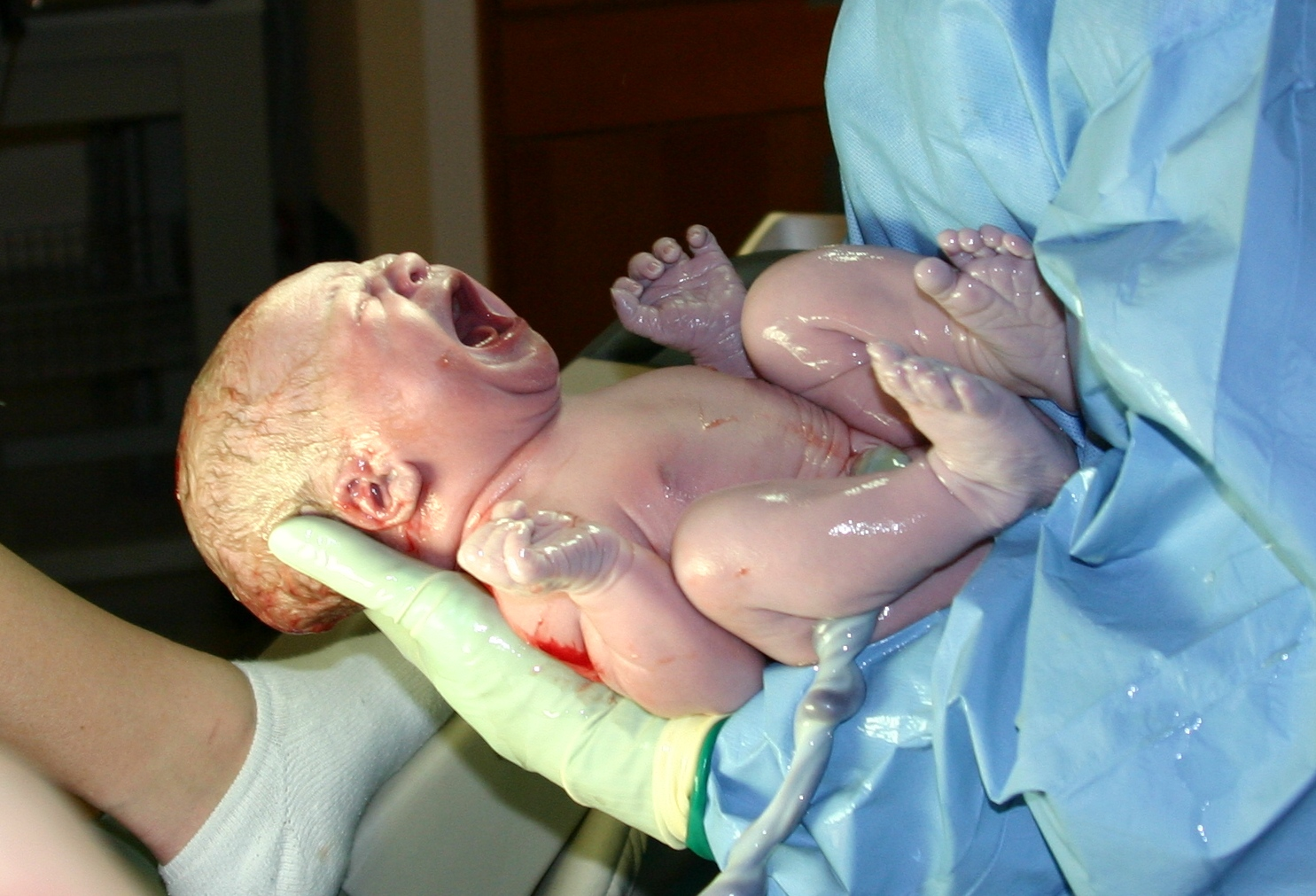
Neonato subito dopo la nascita (parto naturale)

Il termine neonato, letteralmente nuovo nato, a cui ci si riferisce occasionalmente con la parola bebè, è un termine ibrido mutuato dal greco e dal latino. Si può riferire a bambini e a cuccioli di tutti gli animali, nel periodo di tempo vario e proporzionale ai differenti sviluppi fisiologici nelle diverse specie, comunque compreso, per i mammiferi, entro il periodo dello svezzamento. Nel bambino questo periodo corrisponde ai primi ventotto giorni di vita. Dall'inizio del secondo mese allo svezzamento, riferendosi al regime alimentare dominante, il bambino viene definito "lattante".

## Nella specie umana
Nel corso dello sviluppo umano, il neonato è la fase successiva a quella fetale, che termina quindi con il parto, e precede la fase definita infantile (bambino).
Nella specie umana, seconda dell'età gestazionale raggiunta al momento del parto si distingue tra:
- Neonati pretermine nati prima della 37ª settimana di gravidanza
- Neonati a termine nati tra la 37ª e la 42ª settimana di gravidanza
- Neonati post-termine, nati oltre la 42ª settimana di gravidanza

### La nascita
Il parto da gravidanza fisiologica e non a rischio può avvenire in ospedale o in casa (o in altro luogo).
Subito dopo il parto in ospedale il neonato viene sottoposto a un rapido esame, il test di Apgar, in base al quale viene assegnato un punteggio che fornisce una valutazione sintetica della transizione dalla vita uterina a quella extra-uterina e dello stato del bambino. Il test viene effettuato al 1º e al 5º minuto di vita, è basato sull'osservazione di respirazione, battito cardiaco, colorito, tono muscolare e reattività del bambino.
In ospedale un parto naturale con neonato fisiologico il bambino viene solitamente consegnato alla mamma, in seguito viene prelevato per essere pesato, misurato, sottoposto alla profilassi oculare, consistente nell'applicazione di gocce antibiotiche contro eventuali infezioni da batteri presenti nel canale del parto (gonococco e altri batteri) e gli viene data una piccola quantità di vitamina K. In seguito il neonato viene riportato in area parto dove rimane con la mamma per tutto il tempo del secondamento e del post-parto.

### L'aspetto del neonato

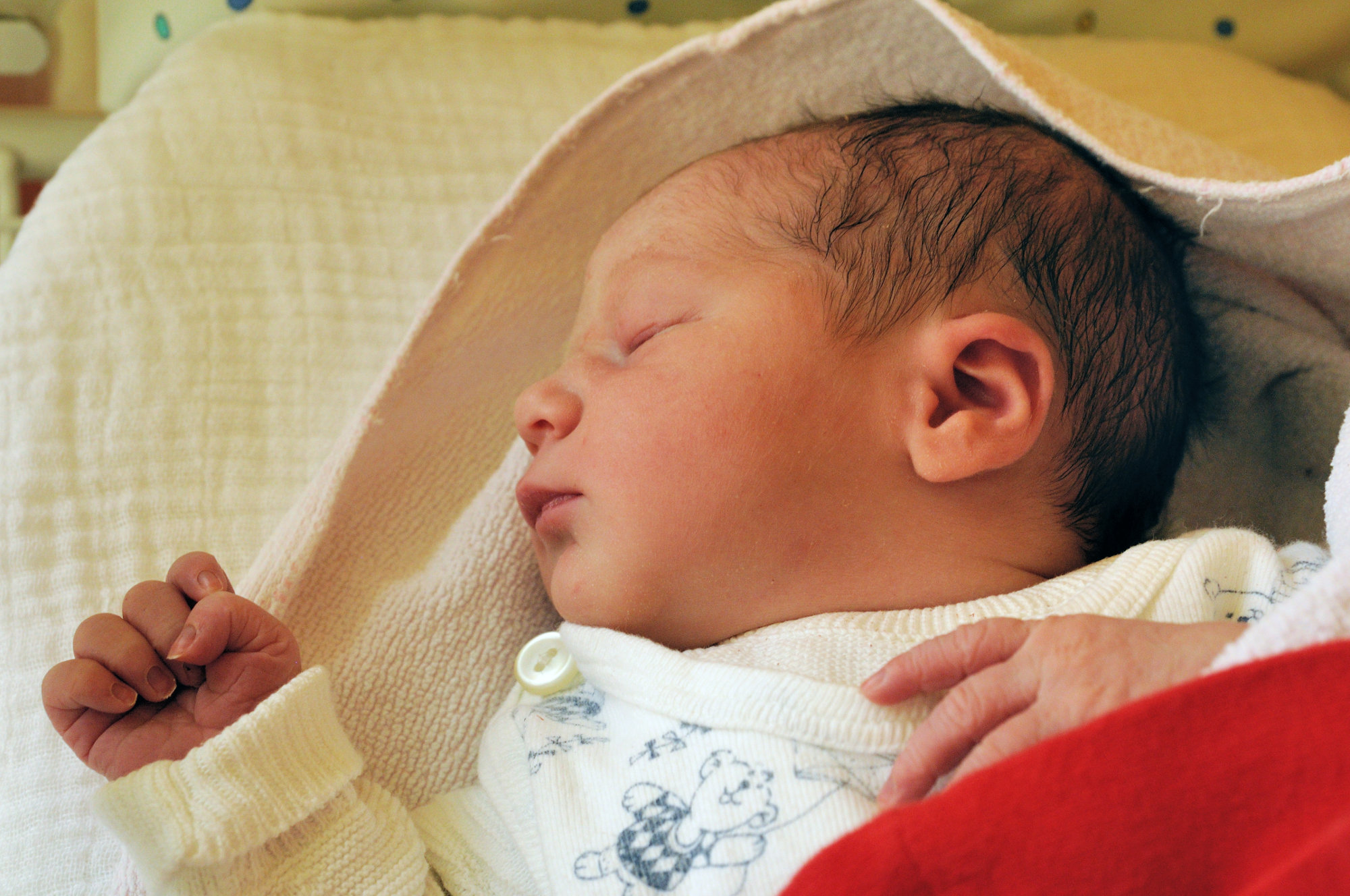
Neonato di quattro ore

L'aspetto del neonato è caratterizzato da spalle e bacino stretti, addome sporgente, braccia e gambe corte e un cranio di dimensioni notevoli rispetto al resto del corpo. Alla nascita e nel periodo immediatamente successivo le ossa del cranio non sono ancora saldate, e sul cranio vi sono diversi punti "morbidi" chiamati fontanelle; quelle di dimensioni maggiori sono la fontanella anteriore e la fontanella posteriore, ed entrambe sono destinate a saldarsi nei primi mesi di vita.
Durante il travaglio e nel passaggio nel canale del parto il cranio del neonato subisce delle compressioni, i neonati nati tramite parto naturale si caratterizzano spesso per la forma del cranio allungata, talvolta in modo asimmetrico, aspetto che normalmente si modifica entro pochi giorni dalla nascita.
Al momento della nascita il peso di un neonato a termine è solitamente compreso fra i 2,7 e i 4,6 kg, la lunghezza è compresa fra i 48 e i 53  cm anche se non sono rari neonati più lunghi.
Alcuni neonati presentano una sottile peluria, chiamata lanugine che può essere più evidente su spalle, schiena, fronte e anche sul viso destinata a sparire nel corso di pochi giorni. Anche aspetto e quantità di capelli presenti alla nascita differiscono da caso in caso, vi sono neonati che presentano capigliature folte mentre altri hanno solo pochi radi capelli corti e chiari.
Negli immediati istanti successivi al parto il colore della pelle può presentarsi scuro o addirittura bluastro; con l'inizio della respirazione il colore della pelle diviene roseo. Il neonato si presenta spesso ricoperto di una sostanza biancastra chiamata vernice caseosa; talvolta la pelle presenta screpolature, aree di secchezza cutanea, talvolta si hanno chiazze rosse sulle palpebre, nella zona della fronte o della nuca (detti nevus flammeus neonatorum e volgarmente chiamati "morso della cicogna") destinati, perlopiù, a scomparire entro poco tempo.
I genitali del neonato sono ipertrofici e arrossati, spesso può esservi un temporaneo ingrossamento delle mammelle, anche nei neonati di sesso maschile, dovuto a scambi ormonali tra madre e feto. Talvolta possono aversi fenomeni di lattazione da parte del neonato o di perdite ematiche dalla vagina, sono fenomeni fisiologici e destinati a sparire in breve periodo.
Il cordone ombelicale di un neonato è di colore bianco-bluastro e può  essere tagliato dopo il parto, lasciato qualche ora, oppure può essere lasciato per qualche giorno come nella procedura del loto seguita in alcuni parti a casa. Normalmente si aspetta minimo che cessi di pulsare, lasciando un moncone di pochi centimetri. Il moncone ombelicale è destinato a seccarsi e si stacca da solo, di solito entro poche settimane dal parto.
Talvolta possono aversi delle infezioni del moncone e dell'area circostante.

### I primi giorni di vita

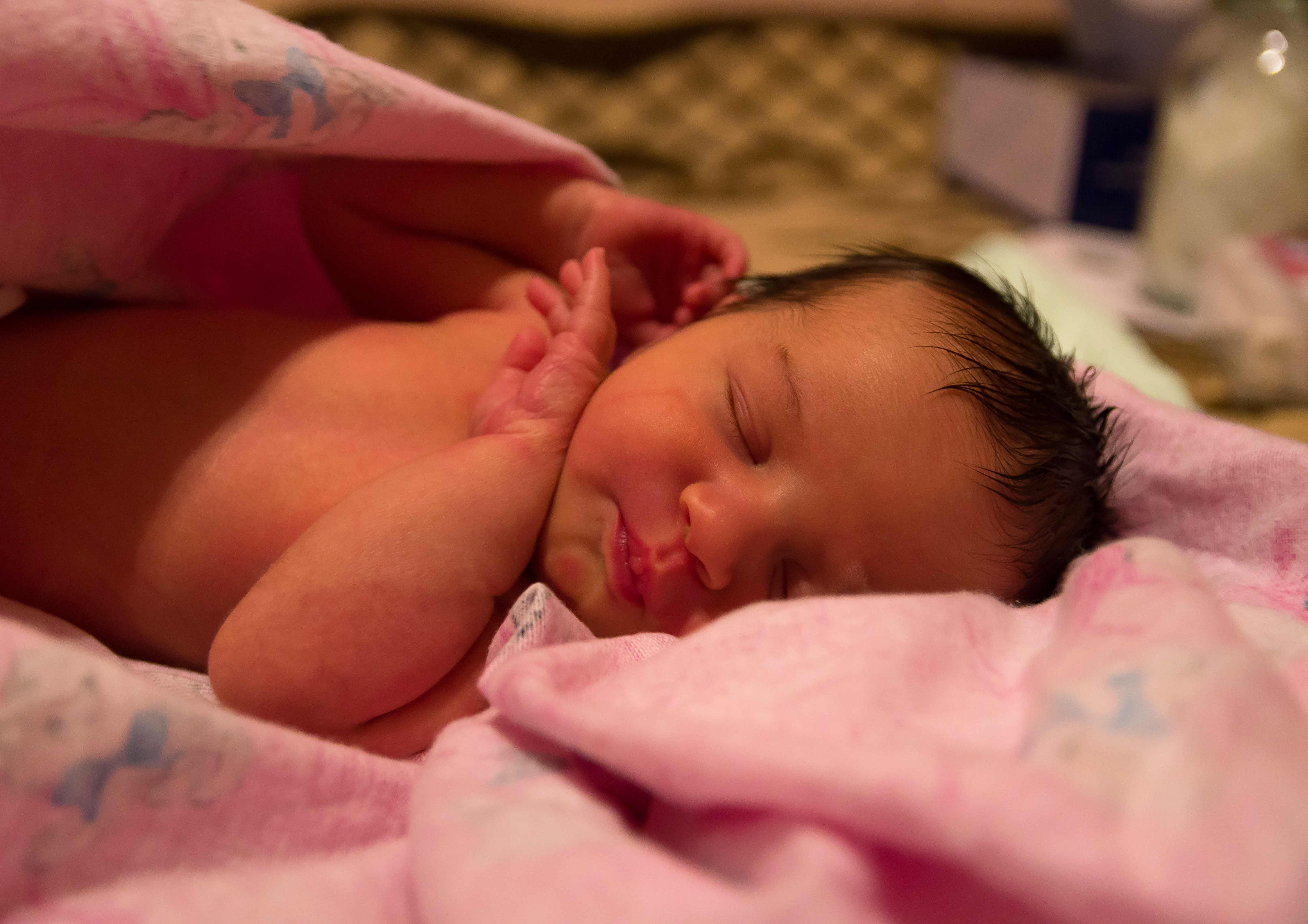
Neonato di cinque giorni

Nei primi giorni dopo la nascita i processi di adattamento alla vita extra-uterina portano a un calo di peso (calo fisiologico) spesso pari al 10% del peso iniziale. Il calo si interrompe solitamente intorno al 3º/4º giorno di vita e intorno al 10 giorno di vita il neonato raggiunge nuovamente il peso che aveva alla nascita.
Le prime feci del neonato, chiamate meconio sono dense e molto scure, quasi nere. Nei giorni successivi cambiano di colore fino ad assumere la tipica consistenza semiliquida e un'intensa colorazione giallo-scura.
Nei primi giorni di vita, circa il 60% dei neonati tende ad assumere una colorazione giallastra: è un sintomo del cosiddetto ittero neonatale causato da un eccesso di accumulo di bilirubina. Se il valore della bilirubina supera una soglia di rischio il neonato viene sottoposto, come prevenzione, a fototerapia.
Nei giorni dopo la nascita il neonato viene sottoposto ad altri esami di screening neonatale obbligatori tra i quali il test di Guthrie per escludere la fenilchetonuria, l'analisi per l'ipotiroidismo congenito e per la fibrosi cistica. I test vengono effettuati con il prelievo di alcune gocce di sangue dal tallone del neonato.
Se il neonato è nato a casa, il test viene solitamente fatto dall'ostetrica a casa. Se il neonato è nato in ospedale viene fatto durante la degenza ospedaliera.
In taluni ospedali l'esame con otoemissioni viene effettuato prima delle dimissioni. In seguito, entro il terzo mese di vita è prevista l'ecografia del bacino per individuare eventuali displasie congenite dell'anca. Quest'ecografia non è obbligatoria.

### Comportamento del neonato e dell'infante
Sono fondamentalmente tre le categorie di comportamenti messi in atto dal neonato:
- Riflessi neonatali: sono risposte incondizionate a uno stimolo.
- Risposte congenitamente organizzate: hanno una certa varietà, si presentano in modo volontario e con diversa intensità.
- Stereotipie ritmiche: sono comportamenti ripetitivi che, se si presentano in maniera cronica, possono indicare una patologia ma più spesso sono delle attività messe in atto volontariamente dal bambino perché è compiaciuto dalla loro produzione. Inconsciamente entrano nel bagaglio cognitivo e consentiranno in seguito di sviluppare alcune aree come il linguaggio o il movimento.

Davanti a un nuovo stimolo nel neonato aumenta l'attenzione visiva, diminuisce il battito cardiaco e il respiro, in seguito alla ripetuta presentazione dello stesso stimolo subentra l'abituazione.

### Sviluppo capacità percettive

#### Capacità tattili
Vengono facilitate dai riflessi neonatali.
Quando un bambino nasce lascia un intorno protetto per entrare in un mondo dove viene a contatto con una innumerevole quantità di stimoli sensoriali. Per poter sopravvivere a questo cambiamento dispone di un insieme di riflessi arcaici primari, chiamati riflessi neonatali, designati ad assicurare una risposta immediata al nuovo intorno. La presenza dei riflessi primari è indispensabile per la sopravvivenza del nascituro. Altrettanto indispensabile per l'organizzazione della sua vita relazionale, sensoriale, affettiva e produttiva è che questi riflessi si estinguano completamente entro i 6/12 mesi di vita. La permanenza attiva di questi riflessi pregiudica la maturazione dell'intera organizzazione neurologica dell'individuo.

#### Capacità olfattive
Uno stimolo olfattivo determina delle risposte stereotipate nell'infante che si possono osservare anche nella fase prenatale.

#### Capacità uditive
Il bambino, anche prima di nascere, è in grado di riconoscere la voce della madre, la melodia e ha una preferenza per la voce umana in generale. La variazione del battito cardiaco ha potuto dimostrare che egli è in grado di distinguere tra sillabe già presentate o meno.
Nei primi mesi di vita il bambino ha una soglia uditiva più alta (10 db) e si volta in direzione del suono.

#### Capacità visive
L'esperimento del baratro visivo ha dimostrato che le capacità visive vanno di pari passo con quelle motorie. La vista è il senso più importante nei primi mesi di vita e ha un'influenza su tutti gli altri. La vista del neonato è molto limitata, manca la visione binoculare e i contorni non sono ben definiti ma già dopo una settimana egli è in grado di distinguere delle righe abbastanza grandi su di un foglio.
In seguito, da 1-3 mesi egli tenderà a preferire immagini complesse, a distinguere le ombre e a percepire la profondità e le forme che esplora nella loro configurazione, evolvendo ulteriormente col tempo.
Un lattante riesce a distinguere forme differenti collocate a distanza non superiore ai 15–20 cm il neonato ha le capacità di soffermare lo sguardo su forme concentriche, di preferire le forme ai colori e di preferire le forme curve piuttosto a quelle rette.
Bower afferma che un bambino di qualche settimana prevede se un oggetto è solido oppure no senza toccarlo. Egli crea un congegno, tramite un proiettore binoculare, che dà l'illusione ottica di un oggetto. Esso viene proiettato a metà strada tra il soggetto e uno schermo. Anche se l'oggetto sembra solido, quella è solo un'illusione, l'oggetto non esiste, il bambino prova a toccarlo, non lo sente e si mette a piangere. Il lattante si aspettava che l'oggetto visto fosse anche solido. Se nel tentativo di toccarlo il neonato rimane sorpreso, era perché si aspettava che l'oggetto visto fosse solido. Ciò dimostra che i neonati hanno delle competenze iniziali che vanno poi perfezionate.

### Sviluppo motorio
Il bambino ha una rappresentazione innata del corpo e della sua simmetricità ma tende a osservare per un certo periodo anche bambole scrumbled, deformi.

La rappresentazione del corpo è la prerogativa per lo sviluppo motorio.

#### Motricità grossolana
La motricità grossolana è quella che riguarda l'intero corpo.

Nel primo mese di vita il bambino resta in posizione fetale, dal secondo cerca di sollevarsi, al terzo solleva il torace.

#### Motricità fine
La motricità fine riguarda l'utilizzo delle mani.
Con lo sviluppo si evolve la prensione degli oggetti, si passa da cubito-palmare, a digito-palmare, a radio-digitale (pinza superiore), alla pinza inferiore fino alla presa digito-digitale.

### Sviluppo sociale
Il primo rapporto del bambino con l'alterità è quello con la madre che si sviluppa secondo le regole dell'attaccamento.
In ordine di importanza a questo rapporto primario seguiranno quelli con gli altri familiari.

### Aspetti psicologici

#### Il mondo del neonato
Quando un bambino nasce si viene a trovare in una situazione particolarmente delicata, stressante, difficile. Intanto egli è costretto ad adattarsi a un mondo molto diverso da quello nel quale si era trovato per nove mesi. Un mondo sicuramente più rumoroso, con temperature molto più fredde e variabili, investito da luci molto più intense rispetto a quelle presenti nell'utero della madre. Un mondo nel quale egli è costretto a una dipendenza assoluta dagli altri. Poiché egli non può camminare, parlare, scegliere, decidere, sono gli altri, ed è soprattutto la madre che si adoperano per capire e soddisfare tutte le sue necessità. È la madre che deve capire e provvedere al suo benessere fisico e psicologico: alimentazione, pulizia, sonno, tenerezze, coccole, giochi.  Pertanto questa figura assume, ai suoi occhi un'importanza totalizzante. La madre è per il neonato il mondo intero: se lei è presente egli non ha paura e si sente sicuro, se è assente rischia di perdere la sua sicurezza. Se la mamma è serena, questa serenità si trasmetterà a lui, se lei è soddisfatta comunicherà a lui il senso dell'appagamento, se lei è felice gli comunicherà la sua gioia di vivere. Al contrario se la madre è ansiosa, o peggio angosciata, questa sua tensione produrrà angoscia nell'infante se è turbata, triste, insoddisfatta, irritabile, non potrà fare a meno di comunicare al figlio i suoi vissuti e le sue emozioni negative.
Per tale motivo per il benessere del neonato e poi del bambino è fondamentale che la madre abbia delle buone caratteristiche psicologiche e che sia in un ambiente sociale accogliente e amorevole. Altra capacità materna indispensabile è quella di sapersi adattare ed essere attenta ai bisogni del figlio, sapendo nel contempo interpretare i segnali da lui emessi che gli servono per comunicare il suo benessere come il suo disagio, la sua serenità come la sua angoscia, il suo piacere come il suo dolore. Allo stesso modo è importante che la donna-madre abbia la disponibilità, possibilità e capacità di dare al proprio bambino ciò di cui necessita in un determinato momento, così da vivere insieme a lui molti momenti di gioia e soddisfazione reciproca.
I momenti più importanti del neonato sono sicuramente quelli dedicato all'allattamento, durante i quali la madre dà al figlio l'alimento indispensabile per la sua crescita non solo fisica ma anche psicologica. Questi momenti, nei quali dovrebbe esserci tranquillità e quiete anche nell'ambiente, l'ascolto, la comunione e l'interazione tra la mamma e il neonato, quando indisturbati, sono anche un ottimo strumento per la crescita e lo sviluppo psicologico del bambino,  in quanto permettono all'Io del bambino di arricchirsi mediante i baci, le carezze e il caldo contatto materno. Non bisogna dimenticare, infatti, che è la madre che permette all'Io del bambino di formarsi e svilupparsi correttamente. Come dice Tribulato «La madre si confonde con il figlio dal quale è avvertita come parte di sé. Poppando egli assorbe la madre quasi perdendosi in lei. Amando le sensazioni gradevoli che la madre gli procura, egli ama se stesso e lei nel medesimo tempo». Poiché il bambino a differenza dell'adulto non ha la possibilità di scegliersi l'ambiente più idoneo o di modificarlo a suo piacimento, questo compito spetta ai genitori, i quali dovranno adoperarsi affinché il loro figlio cresca in un ambiente tranquillo, sereno, affettuoso e gioioso. Anche perché il bambino, avendo una scarsa maturità e scarse esperienze, ha anche inadeguate difese nei confronti degli stress e dei traumi, giacché non ha ancora sviluppato dei sistemi di difesa efficaci. Pertanto ogni cosa che esula dal normale contesto può notevolmente allarmarlo e disturbarlo. Con la nascita, per Piaget, inizia una rivoluzione copernicana: »Mentre al punto di partenza di questo sviluppo il neonato riferisce ogni cosa a sé, o meglio al proprio corpo, al punto di arrivo, cioè quando hanno inizio il pensiero ed il linguaggio, si colloca praticamente come elemento o corpo fra gli altri, in un universo che ha costruito a poco a poco, e che sente ormai come esterno a sé».

#### Le emozioni del neonato
Con difficoltà riusciamo a percepire la realtà psicologica di un neonato e questo ci rende difficile la sua comprensione.  Una delle sue caratteristiche è la difficoltà a controllare e gestire le emozioni che tendono a investire il suo animo come un fiume in piena. La sua psiche ha ancora scarsi elementi in memoria, pertanto è dominata dal momento presente e poiché il neonato ha un sistema nervoso non pienamente maturo e stabile, con facilità va incontro a emozioni contrastanti,  per cui in pochi minuti e per motivi spesso incomprensibili, può passare da una situazione di piena gioia e benessere a una situazione opposta nella quale prevalgono nettamente emozioni e sentimenti di tristezza, paura e ansia, e viceversa.

##### Il pianto del neonato
Il pianto è lo strumento principale di comunicazione del neonato. Mediante il pianto egli comunica il suo disagio e la propria sofferenza sia fisica sia psichica: la fame, la sete, la stanchezza, la paura, l'ansia i dolori fisici o comunque le situazioni organiche insolite o abnormi.
Il pianto del neonato è molto variabile. Alcuni bambini piangono moltissimo, altri molto meno. I bambini che piangono meno, a parte i motivi organici e genetici, sono quelli che hanno stabilito una migliore relazione con la madre e che si trovano a vivere in un ambiente sereno, gioioso e affettuoso. Tuttavia, complessivamente, il periodo nel quale il bambino piange di più è proprio il periodo neonatale e ciò a causa dell'immaturità del sistema nervoso, per il suo fragile e precario equilibrio emotivo e per la necessità che avverte di dover affrontare molto nuove esperienze senza saperle ancora ben gestire. A ciò sembrano fare eccezione alcuni bambini autistici i quali stranamente piangono molto poco. L'ipotesi che viene fatta in questi casi è che il bambino che si è chiuso in se stesso e che non ha fiducia nel mondo che lo circonda,  non ha né voglia né desiderio di comunicare mediante il pianto le sue necessità ed i suoi problemi agli altri.
In ogni caso è importante che la madre, il padre e gli altri familiari si attivino per consolare il bambino, poiché quando la madre si prodiga per il suo piccolo con coccole e tenerezze, anche se non riesce a togliere la causa del suo pianto, ottiene lo scopo di diminuire l'angoscia del figlio

##### L'ambiente più idoneo
Data la notevole delicatezza di questo periodo per la donna e per il suo bambino, in tutte le società è presente una particolare attenzione nei confronti di entrambi, con l'obiettivo di curare e proteggere il loro ambiente di vita. È importante, infatti, che il neonato viva i primi giorni della nascita in un ambiente pulito, ordinato e caldo, così come è fondamentale che la madre possa serenamente e gioiosamente accudire il suo bambino, aiutata e psicologicamente sostenuta sia dal padre del bambino che dagli altri familiari. L'impegno di tutti dovrà allora essere teso a fare in modo che la donna sia protetta da ogni preoccupazione, stress o trauma che possa rendere difficoltoso l'assunzione del ruolo materno e la prima fondamentale relazione con il figlio.